# Municipio de Glenwood (Dakota del Norte)
El municipio de Glenwood (en inglés: Glenwood Township) es un municipio ubicado en el condado de Walsh en el estado estadounidense de Dakota del Norte. En el año 2010 tenía una población de 201 habitantes y una densidad poblacional de 2,17 personas por km².

## Geografía
El municipio de Glenwood se encuentra ubicado en las coordenadas 48°29′57″N 97°36′2″O / 48.49917, -97.60056. Según la Oficina del Censo de los Estados Unidos, el municipio tiene una superficie total de 92.55 km², de la cual 92,54 km² corresponden a tierra firme y (0 %) 0 km² es agua.

## Demografía
Según el censo de 2010, había 201 personas residiendo en el municipio de Glenwood. La densidad de población era de 2,17 hab./km². De los 201 habitantes, el municipio de Glenwood estaba compuesto por el 92,04 % blancos, el 0,5 % eran afroamericanos, el 1 % eran amerindios, el 1,49 % eran asiáticos, el 0,5 % eran de otras razas y el 4,48 % eran de una mezcla de razas. Del total de la población el 9,95 % eran hispanos o latinos de cualquier raza.